# Bicyclus punctifera
Bicyclus punctifera är en fjärilsart som beskrevs av Embrik Strand 1909. Bicyclus punctifera ingår i släktet Bicyclus och familjen praktfjärilar. Inga underarter finns listade i Catalogue of Life.